# آموس
آموس (به یونانی:Ἄμος؛ لاتین: Amos) یک محوطهٔ مسکونی در کاریه باستان در استان موغله ترکیه امروزی است.

## تاریخچه
آموس، جزئی از اتحادیه دلوس بود. آثار باستان شناختی این شهر، بیشتر به دوره هلنیستی تعلق دارد.